# موسيقى القلب (فلم)
موسيقى القلب (بالإنجليزية: Music of the Heart) فيلم درامي موسيقي أمريكي لعام 1999  عن سيرة ذاتية من إخراج ويس كرافن وكتبته باميلا جراي، استنادًا إلى الفيلم الوثائقي «عجائب الدنيا الصغيرة Small Wonders» لعام 1995. الفيلم عبارة عن تمثيل درامي للقصة الحقيقية لروبرتا غواسباري (التي صورتها ميريل ستريب) والتي شاركت في تأسيس «اوبس 118 مدرسة هارلم للموسيقى» وناضلت من أجل تمويل تعليم الموسيقى في المدارس العامة بمدينة نيويورك. الفيلم من بطولة أيدان كوين وجلوريا استيفان (في أول فيلم لها) وأنجيلا باسيت. كان الفيلم السينمائي الأول والوحيد للمخرج كرافن الذي يعد ليس من نوع الرعب أو الإثارة، وكذلك فيلمه الوحيد الذي حصل على ترشيحات لجائزة الأوسكار.
عرض الفيلم لأول مرة في 6 سبتمبر 1999 ضمن مهرجان البندقية السينمائي، ثم عرض 16 سبتمبر 1999 ضمن مهرجان تورونتو السينمائي الدولي بكندا، ثم صدر إلى دور العرض الأمريكية في 29 أكتوبر 1999.

## طاقم التمثيل
ميريل ستريب: في دور روبرتا جواسباري
ايدان كوين: في دور بريان تورنر (حبيب روبرتا)
أنجيلا باسيت: في دور جانيت ويليامز (مديرة المدرسة)
جلوريا إستيفان: في دور إيزابيل فاسكيز (معلمة)
كلوريس ليتشمان: في دور أسونتا فيتالي جواسباري (والدة روبرتا)
جوش بايس: في دور دينيس راوش
جين ليفز: في دور دوروثيا فون هيفتن (شخصية اجتماعية ثرية)
كيران كولكين: في دور أليكسي تزافاراس (ابن روبرتا)
مايكل أنغارانو: في دور نيك تزافاراس (ابن روبرتا)
جاي أو. ساندرز: في دور دان باكستون
جان لوك فيغيروا: في دور رامون أوليفاس (طالب)
أولغا ميريديس: في دور السيدة أوليفاس (والدة رامون)
آدم ليفيفر: في دور السيد كلاين
تشارلي هوفهايمر: في دور نيكولاس تزافاراس (ابن روبرتا)
بيتسي ايدم: في دور السيدة لامب
بالاشتراك مع: إيتزاك بيرلمان - أرنولد شتاينهارد - إسحاق ستيرن - مارك أوكونور - مايكل تري - تشارلز فيل جونيور - كارين بريجز - ساندرا بارك - ديان مونرو - وجوشوا بيل.

## أحداث الفيلم
تعيش روبرتا غواسباري في مدينة نيويورك عام 1981، وهي عازفة كمان مطلقة حديثًا، وتقيم مع ولديها، أليكسي ونيكولاس تزافاراس، ووالدتها أسونتا غواسباري. حاولت روبرتا، بتشجيع من والدتها، إعادة بناء حياتها وعملت كمعلمة رئيسية لمدرسة إيست هارلم سنترال بارك إيست. على الرغم من قلة خبرتها في تدريس الموسيقى الفعلي، إلا أنها تقبل منصبًا بديلاً لتدريس الكمان في سنترال بارك إيست. بمزيج من صلابتها وتصميمها، تلهم مجموعة من الأطفال وأولياء أمورهم الذين كانوا مترددين في البداية. يتطور البرنامج ببطء ويجتذب الدعاية، ويتوسع في النهاية إلى مدرسة سنترال بارك إيست الثانية ومدارس ريفر إيست، وبعد عشر سنوات تتوسع برامج هذه المدارس ويطالب مجلس التعليم في مدينة نيويورك بإلغاء تمويل البرامج، مما يؤدي إلى فصل روبرتا المبكر. تعمد روبرتا لمحاربة التخفيضات في الميزانية، وتلجأ إلى دعم التلاميذ السابقين وأولياء الأمور والمعلمين وتخطط لحفل موسيقي لجمع الأموال حتى يتسنى للبرنامج أن يستمر. لكن قبل بضعة أسابيع من الحفل المنتظر، وكل المشاركين يتدربون بشدة، يخسرون المكان. ومع ذلك، فإن أرنولد شتاينهارت، زوج مديرة دعاية، وهو عازف كمان في «رباعي جارنيري» يحشد دعم الموسيقيين المشهورين الآخرين، بما في ذلك إسحاق ستيرن وإيتزاك بيرلمان. قاموا بترتيب الحفلة الموسيقية في قاعة كارنيجي مع كثير من مشاهير الموسيقى والعزف مما أدى إلى زيادة التبرعات وتحقيق نجاح هائل.

## إنتاج الفيلم
ظهرت المعلمة «روبرتا غواسباري» ومدرسة «أوبوس 118 هارلم للموسيقى» ضمن أحداث الفيلم الوثائقى «عجائب صغيرة» عام 1995، والذي تم ترشيحه لاحقًا لجائزة الأوسكار لأفضل فيلم وثائقي. بعد مشاهدة فيلم «عجائب الدنيا الصغيرة»، بدأ المخرج ويس كرافن، المعروف بعمله في أفلام الرعب، الإعداد لصناعة فيلم روائي كامل عن روبرتا غواسباري، ورشح المغنية «مادونا» لتمثل دور البطولة، ولكنها تركت المشروع قبل بدء التصوير، مشيرة إلى «اختلافات إبداعية» مع كرافن. عندما غادرت مادونا، كانت قد درست بالفعل لعدة أشهر على العزف على الكمان. تعلمت ستريب العزف على الكمان وأداء «كونشيرتو باخ لألتين كمان» للفيلم. شهد الفيلم الظهور الأول للمغنية «غلوريا استيفان» على الشاشة.

## استقبال الفيلم
منح موقع الطماطم الفاسدة الفيلم تقييماً مقداره 63% بناءاً على آراء 90 ناقداً سينيمائياً، وكتب إجماع نقاد الموقع: «إن تصوير ميريل ستريب لشخص عادي يقوم بأشياء غير عادية يتجاوز، ويلهم، ويسلي».
منح موقع ميتاكريتيك الفيلم تقييماً مقداره 54% بناءاً على آراء 33 ناقداً سينيمائياً.
ذكر موقع «سينما سكور» أن الجماهير منحت الفيلم درجة نادرة وهي (+A).
كتبت الناقدة إليانور رينجل جيليسبي من "أتلانتا جورنال كونسيتيوشان: "هناك كثيراً من الأفلام الصعبة حولنا، والمزيد من الأفلام الأصلية أيضًا، لكن "موسيقى القلب " تنجز المهمة بكفاءة وبشكل ترفيهي".
منح الناقد روجر إيبرت الفيلم ثلاثة نجوم من أصل أربعة وكتب: «تشتهر ميريل ستريب بإتقانها اللهجات؛ فقد تكون المتحدث الأكثر تنوعًا في الأفلام. هنا قد تعتقد أنها لا تتحدث بلكنة، إلا إذا كنت قد سمعت صوتها الحقيقي في التحدث؛ ثم تدرك أن أسلوب التحدث في شخصية روبرتا ليس إلا إنجاز خاص من لهجات ميريل ستريب».
ناقشت الصحفية وكاتبة السيناريو كيلي جوف فيلم «موسيقى القلب» في عام 2014، على موقع «دايلي بيست» مع أفلام أخرى، وذلك في معرض سرد الأفلام التي تظهر فيها شخصية بيضاء تنقذ الملونين.

## أغاني وموسيقى الفيلم
موسيقى قلبي - جلوريا إستيفان وفريق (NSYNC) Music of My Heart - Gloria Estefan & NSYNC
بايلة - جينيفر لوبيز Baila - Jennifer Lopez
اقلب الصفحة - عاليه Turn the Page  - Aaliyah
أرقص معي الليلة (إصدار بابلو فلوريس الإنجليزي للبث الإذاعي) Groove with Me Tonight – (Pablo Flores English radio version) - MDO
سبعة عشر - فريق ترى أو Seventeen - Tre O
ليلة واحدة معك - التوتة سي One Night with You - C Note
افعل شيئًا (مزيج نويز منظم) - ميسي جراي Do Something (Organized Noize Mix) - Macy Gray
ريفانشا دي أمور - جيزيل دي كول Revancha de Amor - Gizelle d'Cole
لا شيء آخر - خوليو إغليسياس جونيور Nothing Else - Julio Iglesias Jr.
الحب سيجدك - جاسي فيلاسكيز Love Will Find You - Jaci Velasquez
موسيقى قلبي (ريمكس) - غلوريا استيفان وفريق (NSYNC) Music of My Heart (Remix) - Gloria Estefan & NSYNC
كونشرتو «دي صغير» للكمانين - باخ (إتزاك بيرلمان وجوشوا بيل) Concerto in D Minor for Two Violins - Bach (Itzhak Perlman & Joshua Bell)

## جوائز وترشيحات
جوائز الأوسكار - الولايات المتحدة الأمريكية 2000: رشح لجائزة أفضل ممثلة وأفضل موسيقى وأفضل أغنية
جوائز نقابة ممثلي الشاشة 2000: رشح لجائزة الأداء المتميز لممثلة الدور الرئيسي (ميريل ستريب)
جوائز «ألما» 2000: رشح لجائزة الممثلة البارزة في فيلم روائي طويل (جلوريا استيفان)
جوائز الموسيقى السينمائية والتلفزيونية (اسكاب) 2001: فاز بجائزة الأغاني الأكثر أداءً من فيلم سينمائي (ديان وارين لأغنية «موسيقى قلبي»)
جوائز بلوك باستر للترفيه 2000: فاز بجائزة الأغنية المفضلة من فيلم (الإنترنت فقط) جلوريا استيفان لأغنية «موسيقى قلبي».
جوائز جمعية نقاد البث السينمائي 2000: فاز بجائزة أفضل أغنية (لأغنية «موسيقى قلبي»)
جولدن جلوب - الولايات المتحدة الأمريكية 2000: رشح لجائزة أفضل ممثلة في فيلم سينمائي - دراما (ميريل ستريب)
جوائز جرامي 2000: رشح لجائزة أفضل أغنية كتبت للسينما أو تلفزيون أو وسائط مرئية أخرى (ديان وارين لأغنية «موسيقى قلبي»)
جوائز الصورة (NAACP) 2000: فاز بجائزة الممثلة المساعدة البارزة في فيلم سينمائي (أنجيلا باسيت)
جوائز اختيار الأطفال - الولايات المتحدة الأمريكية 2000: رشح لجائزة الأغنية المفضلة من فيلم (جلوريا استيفان - لانس باس - جي سي تشيز - جوي فاتون - كريس كيركباتريك - جاستن تمبرليك - لأغنية «موسيقى القلب» الهادئة)
جائزة مونتاج الصوت للأفلام - الولايات المتحدة الأمريكية 2000: رشح لجائزة أفضل مونتاج صوت - موسيقى - ميزة موسيقية (أجنبية ومحلية) بيل أبوت (محرر الموسيقى / التسجيل)
جوائز الفنان الشاب 2000: فاز بجائزة أفضل فيلم عائلي طويل (دراما) ورشح لجائزة أفضل أداء في فيلم روائي طويل أو فيلم تلفزيوني - فرقة شابة.
جوائز يونغ ستار 2000: رشح لجائزة أفضل ممثل / أداء شاب في فيلم درامي (مايكل أنجارانو)

## روابط خارجية
- مقالات تستعمل روابط فنية بلا صلة مع ويكي بيانات

https://letterboxd.com/film/music-of-the-heart/ موسيقى القلب (فيلم)
https://www.filmaffinity.com/us/film712479.html موسيقى القلب (فيلم)
https://www.imdb.com/title/tt0166943/?ref_=nv_sr_srsg_0 موسيقى القلب (فيلم)
https://www.allocine.fr/film/fichefilm_gen_cfilm=23298.html موسيقى القلب (فيلم)
https://www.allmovie.com/movie/music-of-the-heart-v180992 موسيقى القلب (فيلم)
http://www.impawards.com/1999/posters/music_of_the_heart.jpg موسيقى القلب (فيلم)
https://www.virtual-history.com/movie/film/20954/music-of-the-heart موسيقى القلب (فيلم)
https://www.tcm.com/tcmdb/title/443616/music-of-the-heart#overview موسيقى القلب (فيلم)